# The Ultimate Collection (Michael Jackson)
The Ultimate Collection is een compilatiealbum van Michael Jackson uit 2004.

## Beschrijving
Op The Ultimate Collection staan ook nummers die Jackson nog nooit eerder had uitgebracht. Het album heeft vier cd's en een dvd, met opnamen van de Dangerous World Tour in Boekarest.

## Nummers

### Schijf 1
| Nr. | Titel                                                      | Schrijver(s)                                                                  | Duur |
| --- | ---------------------------------------------------------- | ----------------------------------------------------------------------------- | ---- |
| 1.  | I Want You Back                                            | The Corporation (Berry Gordy, Freddie Perren, Deke Richards, Alphonzo Mizell) | 2:58 |
| 2.  | ABC                                                        | The Corporation                                                               | 2:57 |
| 3.  | I'll Be There                                              | Berry Gordy, Bob West, Willie Hutch, Hal Davis                                | 3:56 |
| 4.  | Got to Be There                                            | Elliot Willensky                                                              | 3:23 |
| 5.  | I Wanna Be Where You Are                                   | Arthur "T-Boy" Ross, Leon Ware                                                | 2:59 |
| 6.  | Ben                                                        | Walter Scharf, Don Black                                                      | 2:44 |
| 7.  | Dancing Machine (Single Version)                           | Hal Davis, Don Fletcher, Dean Parks                                           | 2:37 |
| 8.  | Enjoy Yourself                                             | Kenny Gamble, Leon Huff                                                       | 3:40 |
| 9.  | Ease on Down the Road (met Diana Ross)                     | Charlie Smalls                                                                | 3:19 |
| 10. | You Can't Win (uit The Wiz)                                | Charlie Smalls                                                                | 7:18 |
| 11. | Shake a Body* (Early Demo)                                 | Randy Jackson, Michael Jackson                                                | 2:09 |
| 12. | Shake Your Body (Single Version)                           | Randy Jackson, Michael Jackson                                                | 3:44 |
| 13. | Don't Stop 'til You Get Enough                             | Michael Jackson                                                               | 6:04 |
| 14. | Rock with You                                              | Rod Temperton                                                                 | 3:39 |
| 15. | Off the Wall                                               | Rod Temperton                                                                 | 4:06 |
| 16. | She's Out of My Life                                       | Tom Bahler                                                                    | 3:38 |
| 17. | Sunset Driver* (Demo)                                      | Michael Jackson                                                               | 4:03 |
| 18. | Lovely One                                                 | Michael Jackson, Randy Jackson                                                | 4:50 |
| 19. | This Place Hotel (staat ook bekend als "Heartbreak Hotel") | Michael Jackson                                                               | 5:44 |

### Schijf 2
| Nr. | Titel                                             | Schrijver(s)                                 | Duur |
| --- | ------------------------------------------------- | -------------------------------------------- | ---- |
| 1.  | Wanna Be Startin' Somethin'                       | Michael Jackson                              | 6:03 |
| 2.  | The Girl Is Mine (met Paul McCartney)             | Michael Jackson                              | 3:42 |
| 3.  | Thriller                                          | Rod Temperton                                | 5:58 |
| 4.  | Beat It                                           | Michael Jackson                              | 4:18 |
| 5.  | Billie Jean                                       | Michael Jackson                              | 4:53 |
| 6.  | P.Y.T. (Pretty Young Thing) (demo)                | Michael Jackson, Greg Phillinganes           | 3:46 |
| 7.  | Someone in the Dark                               | Alan Bergman, Marilyn Bergman, Rod Temperton | 4:54 |
| 8.  | State of Shock (met Mick Jagger)                  | Michael Jackson, Randy Hansen                | 4:30 |
| 9.  | Scared of the Moon* (demo)                        | Michael Jackson, Buz Kohan                   | 4:41 |
| 10. | We Are the World (demo)                           | Michael Jackson, Lionel Richie               | 5:20 |
| 11. | We Are Here to Change the World* (uit Captain EO) | Michael Jackson, John Barnes                 | 2:53 |

### Schijf 3
| Nr. | Titel                                             | Schrijver(s)                                            | Duur |
| --- | ------------------------------------------------- | ------------------------------------------------------- | ---- |
| 1.  | Bad                                               | Michael Jackson                                         | 4:07 |
| 2.  | The Way You Make Me Feel                          | Michael Jackson                                         | 4:58 |
| 3.  | Man in the Mirror                                 | Siedah Garrett, Glen Ballard                            | 5:20 |
| 4.  | I Just Can't Stop Loving You (met Siedah Garrett) | Michael Jackson                                         | 4:13 |
| 5.  | Dirty Diana                                       | Michael Jackson                                         | 4:41 |
| 6.  | Smooth Criminal                                   | Michael Jackson                                         | 4:17 |
| 7.  | Cheater* (demo)                                   | Michael Jackson, Greg Phillinganes                      | 5:09 |
| 8.  | Dangerous* (demo)                                 | Michael Jackson, Bill Bottrell, Teddy Riley             | 6:40 |
| 9.  | Monkey Business*                                  | Michael Jackson, Bill Bottrell                          | 5:46 |
| 10. | Jam (met Heavy D)                                 | Michael Jackson, René Moore, Bruce Swedien, Teddy Riley | 5:39 |
| 11. | Remember the Time                                 | Teddy Riley, Michael Jackson, Bernard Belle             | 4:00 |
| 12. | Black or White                                    | Michael Jackson; rapteksten door Bill Bottrell          | 4:16 |
| 13. | Who Is It (IHS Mix)                               | Michael Jackson                                         | 7:57 |
| 14. | Someone Put Your Hand Out                         | Michael Jackson, Teddy Riley                            | 6:03 |

### Schijf 4
| Nr. | Titel                                  | Schrijver(s)                                                                                 | Duur |
| --- | -------------------------------------- | -------------------------------------------------------------------------------------------- | ---- |
| 1.  | You Are Not Alone (Long Version)       | R. Kelly                                                                                     | 6:03 |
| 2.  | Stranger in Moscow                     | Michael Jackson                                                                              | 5:44 |
| 3.  | Childhood (thema van Free Willy 2)     | Michael Jackson                                                                              | 4:28 |
| 4.  | On the Line (uit Get on the Bus)       | Kenneth "Babyface" Edmonds, Michael Jackson                                                  | 4:53 |
| 5.  | Blood on the Dance Floor               | Michael Jackson, Teddy Riley                                                                 | 4:12 |
| 6.  | Fall Again* (demo)                     | Walter Afanasieff, Robin Thicke                                                              | 4:22 |
| 7.  | In the Back*                           | Michael Jackson, Glen Ballard                                                                | 4:31 |
| 8.  | Unbreakable (met The Notorious B.I.G.) | Michael Jackson, Rodney Jerkins, Fred Jerkins III, LaShawn Daniels, Nora Payne, Robert Smith | 6:26 |
| 9.  | You Rock My World                      | Michael Jackson, Rodney Jerkins, Fred Jerkins III, LaShawn Daniels, Nora Payne               | 5:09 |
| 10. | Butterflies                            | Andre Harris, Marsha Ambrosius                                                               | 4:40 |
| 11. | Beautiful Girl* (demo)                 | Michael Jackson                                                                              | 4:03 |
| 12. | The Way You Love Me*                   | Michael Jackson                                                                              | 4:30 |
| 13. | We've Had Enough                       | Michael Jackson, Rodney Jerkins, LaShawn Daniels, Carole Bayer Sager                         | 5:45 |

### Dvd -Live in Bucharest: The Dangerous Tour*
1. "Jam"
2. "Wanna Be Startin' Somethin'"
3. "Human Nature"
4. "Smooth Criminal"
5. "I Just Can't Stop Loving You" (duet met Siedah Garrett)
6. "She's Out of My Life"
7. "I Want You Back/The Love You Save"
8. "I'll Be There"
9. "Thriller"
10. "Billie Jean"
11. "Workin' Day and Night"
12. "Beat It"
13. "Will You Be There"
14. "Black or White"
15. "Heal the World"
16. "Man in the Mirror"

Een asterisk (*) betekent dat het nummer nooit eerder is uitgegeven op een album.
In Japan was ook een tijdelijke editie van het album met daarop ook de nummers "Blame It on the Boogie" (cd 1, Nummer 11), "Human Nature" (cd 2, Nummer 6), "Another Part of Me" (cd 3, Nummer 3), "Heal the World" (cd 3, Nummer 13),  "One More Chance" (cd 4, Nummer 14) en "Someone Put Your Hand Out" (cd 4, nummer 1).

### Promo-cd: Highlights From The Ultimate Collection
1. I Want You Back - 2:58
2. Rock with You- 3:39
3. She's Out of My Life - 3:38
4. Wanna Be Startin' Somethin' - 6:03
5. Billie Jean - 4:53
6. Scared of the Moon (Demo) - 4:41
7. Bad - 4:07
8. Man in the Mirror - 5:20
9. Cheater (Demo) - 5:09
10. You Are Not Alone - 6:03
11. Beautiful Girl (Demo) - 4:03
12. We've Had Enough - 5:45